# Eleições estaduais em Sergipe em 1970
As eleições estaduais em Sergipe em 1970 ocorreram em duas fases conforme previa o Ato Institucional Número Três e assim a eleição indireta do governador Paulo Barreto de Menezes e do vice-governador Adalberto Moura foi em 3 de outubro e a eleição direta dos senadores Lourival Batista e Augusto Franco, além de cinco deputados federais e quinze estaduais aconteceu em 15 de novembro.
Nascido em Riachuelo, o engenheiro civil Paulo Barreto de Menezes é formado pela Universidade Federal da Bahia em 1948. Fez um curso intensivo da Associação Brasileira de Cimento Portland e outro de especialização em pavimentação em 1962, visitando os Estados Unidos dois anos depois, onde recebeu um diploma da United States Agency for International Development. Ingressou no Departamento de Estradas de Rodagem em 1964 e assumiu a direção do mesmo em Sergipe. Integrou o Conselho de Desenvolvimento Econômico, o conselho de administração e a presidência da Superintendência de Obras Públicas do Estado, da Companhia Rodoviária Intermunicipal e da Comissão Especial de Edificações do Estado. Membro do Conselho de Desenvolvimento Econômico, da Superintendência de Agricultura e Produção de Sergipe e do conselho deliberativo da SUDENE, em 1970 estava filiado à ARENA e foi eleito governador de Sergipe por via indireta.
Funcionário de carreira do Banco do Brasil, Adalberto Moura nasceu em Nossa Senhora das Dores e em sua trajetória profissional ajudou a implantar o Banco de Fomento do Estado de Sergipe, depois convertido no Banco do Estado de Sergipe (BANESE). Seu único mandato eletivo foi o de vice-governador de Sergipe, cargo para o qual foi eleito pela ARENA em 1970.

## Resultado da eleição para governador
Tal encargo ficou nas mãos da Assembleia Legislativa de Sergipe.
| Candidatos a governador do estado | Candidatos a vice-governador | Número | Coligação             | Votação | Percentual |
| --------------------------------- | ---------------------------- | ------ | --------------------- | ------- | ---------- |
| Paulo Barreto de Menezes ARENA    | Adalberto Moura ARENA        | -      | ARENA (sem coligação) | 19      | 100%       |
| Fontes:                           |                              |        |                       |         |            |

## Biografia dos senadores eleitos

### Lourival Batista
Baiano de Entre Rios, o médico Lourival Batista é formado em 1942 na Universidade Federal da Bahia e devido a participação do Brasil na Segunda Guerra Mundial prestou serviços à Força Expedicionária Brasileira e com o término do conflito exerceu a profissão em São Cristóvão e Aracaju até filiar-se à UDN com o término do Estado Novo, elegendo-se deputado estadual em 1947 e prefeito de São Cristóvão em 1950. Assessor do governador Leandro Maciel, elegeu-se deputado federal em 1958 e 1962. Com a instauração do Regime Militar de 1964, filiou-se à ARENA e foi escolhido governador de Sergipe pelo presidente Castelo Branco em 1966, sendo um dos poucos a renunciar ao cargo a fim de eleger-se senador em 1970.

### Augusto Franco
Nascido em Laranjeiras, o médico Augusto Franco formou-se pela Universidade Federal da Bahia em 1937, com curso de Otorrinolaringologia no Hospital São Francisco de Assis, vinculado à Universidade Federal do Rio de Janeiro. Empresário, presidiu o Sindicato dos Produtores de Açúcar de Sergipe (1963-1969) e foi delegado da Confederação Nacional da Indústria, sendo derrotado ao buscar um mandato de suplente de senador via UDN na chapa de Luís Garcia em 1962. No entanto, foi eleito deputado federal pela ARENA em 1966 e senador em 1970, mandato que seu irmão, Walter Franco, conquistou em 1945.

## Resultado da eleição para senador
Conforme o acervo do Tribunal Superior Eleitoral houve 246.200 votos nominais (73,42%), 79.623 votos em branco (23,74%) e 9.531 votos nulos (2,84%) resultando no comparecimento de 335.354 eleitores.
| Candidatos a senador da República | Candidatos a suplente de senador | Número | Coligação             | Votação | Percentual |
| --------------------------------- | -------------------------------- | ------ | --------------------- | ------- | ---------- |
| Lourival Batista ARENA            | Silvio Antônio Leite Neto ARENA  | -      | ARENA (sem coligação) | 92.094  | 37,40%     |
| Augusto Franco ARENA              | Dylton Costa ARENA               | -      | ARENA (sem coligação) | 83.699  | 34,00%     |
| Oviedo Teixeira MDB               | Umberto Napoleone Mandarino MDB  | -      | MDB (sem coligação)   | 70.407  | 28,60%     |
| Fontes:                           |                                  |        |                       |         |            |

## Deputados federais eleitos
São relacionados os candidatos eleitos com informações complementares da Câmara dos Deputados.

Representação eleita
  ARENA: 5

| Deputados federais eleitos | Partido | Votação | Percentual | Cidade onde nasceu | Unidade federativa |
| Francisco Rollemberg       | ARENA   | 19.026  | 12,34%     | Laranjeiras        | Sergipe            |
| Luís Garcia                | ARENA   | 16.255  | 10,55%     | Rosário do Catete  | Sergipe            |
| Raimundo Diniz             | ARENA   | 12.783  | 8,29%      | Aracaju            | Sergipe            |
| Passos Porto               | ARENA   | 12.150  | 7,88%      | Itabaiana          | Sergipe            |
| Eraldo Lemos               | ARENA   | 11.565  | 7,50%      | Brejo Grande       | Sergipe            |
| Fontes:                    |         |         |            |                    |                    |

## Deputados estaduais eleitos
Das quinze cadeiras na Assembleia Legislativa de Sergipe a ARENA levou onze e o MDB quatro.

Representação eleita
  ARENA: 11
  MDB: 4

| Deputados estaduais eleitos | Partido | Votação | Percentual | Cidade onde nasceu | Unidade federativa |
| Djenal Queiroz              | ARENA   | 10.351  | 6,70%      | Frei Paulo         | Sergipe            |
| Heráclito Rollemberg        | ARENA   | 7.269   | 4,70%      | Laranjeiras        | Sergipe            |
| Eliziário Sobral            | ARENA   | 6.120   | 3,96%      | Itaporanga d'Ajuda | Sergipe            |
| Antônio Carlos Valadares    | ARENA   | 5.873   | 3,80%      | Simão Dias         | Sergipe            |
| Helber José Ribeiro         | ARENA   | 5.624   | 3,64%      | Aracaju            | Sergipe            |
| Walter Cardoso Costa        | ARENA   | 5.566   | 3,60%      | Estância           | Sergipe            |
| Francisco Vieira da Paixão  | ARENA   | 4.629   | 2,99%      | Campo do Brito     | Sergipe            |
| Oséas Cavalcanti Batista    | ARENA   | 4.268   | 2,76%      | Cristinápolis      | Sergipe            |
| Pedro Barreto Siqueira      | ARENA   | 4.086   | 2,64%      | Estância           | Sergipe            |
| Leandro Maciel              | ARENA   | 4.018   | 2,60%      | Rosário do Catete  | Sergipe            |
| Horácio de Góis             | ARENA   | 3.999   | 2,59%      | Riachão do Dantas  | Sergipe            |
| Guido Azevedo               | MDB     | 3.894   | 2,52%      | Neópolis           | Sergipe            |
| Pedro Garcia Moreno Filho   | MDB     | 2.895   | 1,87%      | Simão Dias         | Sergipe            |
| Otávio Martins Penalva      | MDB     | 2.699   | 1,75%      | Ilhéus             | Bahia              |
| Maria Auxiliadora Santos    | MDB     | 2.023   | 1,31%      | Aracaju            | Sergipe            |
| Fontes:                     |         |         |            |                    |                    |